# 罗宾·韦斯
罗伯特·安东尼·“罗宾”·韦斯（英語：Robert Anthony "Robin" Weiss，1940年2月20日—）是一位英国分子生物学家，现为伦敦大学学院病毒肿瘤学教授，研究方向为逆转录病毒，1997年当选皇家学会会士，1980-1989年间曾任伦敦癌癥研究院院长。